# Ліве лібертаріанство
Ліве лібертаріанство, також відоме як егалітарне лібертаріанство або соціальне лібертаріанство, є політичною філософією та типом лібертаріанства, яке підкреслює як індивідуальну свободу, так і соціальну рівність. Ліволібертаріанство являє собою кілька споріднених, але різних підходів до політичної та соціальної теорії. У своєму класичному вживанні воно відноситься до антиавторитарних різновидів лівої політики, таким як анархізм, особливо соціальний анархізм, прихильники цієї ідеології називають її просто лібертаріанством, комуналізмом та лібертарним марксизмом, які в сукупності називаються лібертарним соціалізмом. Частину лівого крила зеленого руху, включаючи прихильників соціальної екології Мюррея Букчина, також вважають себе леволібертаріанцями.
У Сполучених Штатах леволібертаріанство представляє ліве крило лібертаріанського руху, включаючи політичні позиції, пов'язані з академічними філософами Хілелом Штайнером, Філіпом Ван Парійсом і Пітером Валентайном, які поєднують самовладання з егалітарним підходом до природних ресурсів. Це робиться для розрізнення лібертаріанських поглядів на природу власності та капіталу, зазвичай за ліво-правою або соціалістично-капіталістичною лінією. Хоча лібертаріанство США стало асоціюватися з класичним лібералізмом і мінархізмом, причому праволібертаріанство більш відоме, ніж леволібертаріанство, політичне використання терміна до цього часу асоціювалося виключно з антикапіталізмом, лібертарним соціалізмом та соціальним анархізмом, і в більшості країн світу така асоціація все ще переважає.
Ліволіберальні соціалісти виступають проти капіталізму і приватної власності на природні ресурси. Ліволіберали скептично ставляться до приватної власності на природні ресурси або повністю проти неї, стверджуючи, на відміну від праволібералів, що ні претендувати на природні ресурси, ні змішувати свою працю з природними ресурсами недостатньо для повних прав приватної власності, і стверджують, що природні ресурси повинні перебувати у егалітарному володінні, або належати до колективного використання. Ті ліволіберали, які більш м'яко ставляться до приватної власності, підтримують різні норми та теорії власності, такі як узуфрукт або за умови відшкодування за шкоду місцевій або навіть глобальній спільноті, як, наприклад, школа Штайнера-Валентайна. Інші течії думки, ототожнювані з ліволібертаріанством, включають прихильників ідей земельного податку Генрі Джорджа і мутуалізму П'єра-Жозефа Прудона, а також пізніші форми лівого ринкового анархізму (або ринково-орієнтованого ліволібертаріанства), включаючи агоризм Самуеля Конкіна ІІІ. Критика леволібертаріанства в основному пов'язана з анархізмом і включає звинувачення в утопізмі, прихованому авторитаризмі і вандалізму по відношенню до подвигів цивілізації.